# Bogotà Challenger 1993
Il Bogotà Challenger 1993 è stato un torneo di tennis facente parte della categoria ATP Challenger Series nell'ambito dell'ATP Challenger Series 1993. Il torneo si è giocato a Bogotà in Colombia dal 20 al 26 settembre 1993 su campi in terra rossa.

## Vincitori

### Singolare
Mauricio Hadad ha battuto in finale  Sergio Cortés con il punteggio di 2–6, 6–3, 6–0

### Doppio
Mauricio Hadad /  Miguel Tobon hanno battuto in finale  Nicolás Lapentti /  Luis Morejon con il punteggio di 6–3, 6–3